# Nekrolog Mai 2002
Nekrolog
◄◄
| ◄
| 1998
| 1999
| 2000
| 2001
| 2002 | 2003 | 2004 | 2005 | 2006 | ► | ►►
Januar |
Februar |
März |
April |
Mai |
Juni |
Juli |
August |
September |
Oktober |
November |
Dezember 2002
Weitere Ereignisse | Allgemeiner Nekrolog 2002
Die Beschreibung der verstorbenen Person sollte so kurz wie möglich gehalten sein und nur deren signifikante Tätigkeit(en) enthalten.
Neue Namen ggf. auch unter dem Geburts- und Sterbedatum, also etwa unter 1. Januar und im Geburts- und Sterbejahr (2024) eintragen (nur bei entsprechender großer Wichtigkeit). Für Beispiele siehe die schon vorhandenen Artikel.
Außerdem über die fünf zuletzt Verstorbenen, zu denen es einen ausreichend guten Artikel für eine Präsentation auf der Hauptseite gibt, nach der todesbedingten Überarbeitung der Artikel ggf. auch unter Wikipedia Diskussion:Hauptseite informieren und sie am besten auch in den anderen Wikipedia-Sprachversionen eintragen. Tipp: Regelmäßig bei news.google.de nach „ist tot“, „gestorben“ oder „verstorben“ suchen.
Wenn eine Person gestorben ist, gibt es viele Seiten zu dieser Person in der Wikipedia, die davon auch betroffen sind und entsprechend aktualisiert werden müssen. Beispiele: Namenübersichtsseite, Geburtsjahr, Geburtsort-Seiten und viele mehr.
Wie finde ich die betroffenen Seiten?
Im Suchfeld auf der linken Seite gibt man den Suchbegriff so ein: „Vorname Nachname“. Dann klickt man auf Volltext und alle Seiten mit entsprechendem Suchtext werden aufgerufen. Hier sieht man dann schnell, wo auch das Todesjahr Sinn macht oder sogar ein Teil des Artikels angepasst werden muss. Auch hilft das „Werkzeug“ auf der linken Seite sehr gut, um solche Seiten aufzufinden: „Links auf diese Seite“. Somit ist die Wikipedia wieder aktuell in allen Bereichen! Hinweis: bei Eintragung der Kategorie „Gestorben JAHR“ wird der Missbrauchsfilter 49 ausgelöst, was jedoch nicht schlimm ist. Siehe: Spezial:Missbrauchsfilter/49
Dies ist eine Liste von im Mai 2002 verstorbenen bekannten Persönlichkeiten. Die Einträge erfolgen innerhalb der einzelnen Daten alphabetisch sortiert. Tiere sind im Nekrolog für Tiere zu finden.

## Mai
| Tag     | Name                                         | Beruf, bekannt als                                                                               | Alter | Beleg |
| ------- | -------------------------------------------- | ------------------------------------------------------------------------------------------------ | ----- | ----- |
| 1. Mai  | Wolfgang Andres                              | deutscher Geograph, Geolog und Geomorphologe                                                     | 63    |       |
| 1. Mai  | Willi Dungl                                  | österreichischer Wellness-Guru                                                                   | 64    |       |
| 1. Mai  | Rolf Mares                                   | deutscher Theaterleiter und Politiker (parteilos), MdHB                                          | 71    |       |
| 1. Mai  | Karel Ptáčník                                | tschechischer Schriftsteller                                                                     | 80    |       |
| 1. Mai  | Walter A. Rosenblith                         | US-amerikanischer Wirtschaftswissenschaftler                                                     | 88    |       |
| 1. Mai  | Tom Sutton                                   | US-amerikanischer Comicbuchkünstler                                                              | 65    |       |
| 1. Mai  | Roger Teillet                                | kanadischer Politiker                                                                            | 89    |       |
| 1. Mai  | Ursula von Wiese                             | Schweizer Schauspielerin, Verlagslektorin, Übersetzerin und Schriftstellerin                     | 97    |       |
| 2. Mai  | Peter Thomas Bauer                           | ungarisch-britischer Entwicklungsökonom                                                          | 86    |       |
| 2. Mai  | Horst Engstler                               | deutscher Politiker (CDU), MdL                                                                   | 69    |       |
| 2. Mai  | Heinz Jankofsky                              | deutscher Karikaturist                                                                           | 66    |       |
| 2. Mai  | Angela Molitoris                             | Hochschulkanzlerin                                                                               | 89    |       |
| 2. Mai  | Walter Rohner                                | Schweizer Politiker                                                                              | 78    |       |
| 2. Mai  | Josef Schreiner                              | deutscher Theologe und Universitätsprofessor                                                     | 80    |       |
| 2. Mai  | Richard Stücklen                             | deutscher Politiker (CSU), MdB, Bundestagspräsident (1979–1983)                                  | 85    |       |
| 2. Mai  | William Thomas Tutte                         | britischer Kryptologe und Mathematiker                                                           | 84    |       |
| 3. Mai  | Karl Becker                                  | deutscher Arzt und Politiker (CDU), MdB                                                          | 78    |       |
| 3. Mai  | Malcolm J. Bosse                             | US-amerikanischer Schriftsteller                                                                 | 75    |       |
| 3. Mai  | Barbara Castle, Baroness Castle of Blackburn | britische Politikerin, Abgeordnete im House of Lords (Labour Party), MdEP                        | 91    |       |
| 3. Mai  | Nentscho Christow                            | bulgarischer Radrennfahrer                                                                       | 68    |       |
| 3. Mai  | Jesús Díaz                                   | kubanischer Schriftsteller                                                                       | 60    |       |
| 3. Mai  | Willi Mayerthaler                            | deutscher Sprachwissenschaftler und Romanist                                                     | 57    |       |
| 3. Mai  | Mohammed Haji Ibrahim Egal                   | somalischer Politiker, Premierminister, Präsident von Somaliland                                 | 73    |       |
| 3. Mai  | Alexander L. Ringer                          | deutsch-US-amerikanischer Musikwissenschaftler und Hochschullehrer                               | 81    |       |
| 3. Mai  | Jewgeni Fjodorowitsch Swetlanow              | russischer Dirigent, Komponist und Pianist                                                       | 73    |       |
| 3. Mai  | Mariana Yampolsky                            | US-amerikanische Künstlerin                                                                      | 76    |       |
| 4. Mai  | Robert R. Bertrand                           | US-amerikanischer Tontechniker                                                                   | 96    |       |
| 4. Mai  | John Kohn                                    | US-amerikanischer Drehbuchautor und Filmproduzent                                                | 76    |       |
| 4. Mai  | Wilhelm Meyn                                 | deutscher Luftwaffen-Oberleutnant im Zweiten Weltkrieg                                           | 78    |       |
| 4. Mai  | Rolf Friedemann Pauls                        | deutscher Diplomat                                                                               | 86    |       |
| 4. Mai  | Elizabeth Russell                            | US-amerikanische Schauspielerin                                                                  | 85    |       |
| 5. Mai  | Edmondo Amati                                | italienischer Filmproduzent                                                                      | 82    |       |
| 5. Mai  | Hans-Günther Assel                           | deutscher Politikwissenschaftler                                                                 | 83    |       |
| 5. Mai  | Hugo Banzer Suárez                           | bolivianischer Militär, Politiker und Staatspräsident                                            | 75    |       |
| 5. Mai  | Peter Folken                                 | deutscher Schauspieler Hörspielproduzent, Hörspielregisseur, Hörspielautor und Hörspielsprecher  | 71    |       |
| 5. Mai  | Fritz Heine                                  | deutscher Politiker (SPD) und Verlagsmanager                                                     | 97    |       |
| 5. Mai  | August E. Hohler                             | Schweizer Psychotherapeut, Journalist und Schriftsteller                                         | 76    |       |
| 5. Mai  | Paul Klipsch                                 | US-amerikanischer Hifi-Pionier                                                                   | 98    |       |
| 5. Mai  | Gerhard Paulus                               | deutscher Politiker (FDP), MdL                                                                   | 80    |       |
| 5. Mai  | Charles M. Rick                              | US-amerikanischer Botaniker und Pflanzengenetiker                                                | 87    |       |
| 5. Mai  | Clarence Seignoret                           | dominicanischer Politiker                                                                        | 83    |       |
| 5. Mai  | George Sidney                                | US-amerikanischer Regisseur und Filmproduzent                                                    | 85    |       |
| 5. Mai  | Čestmír Vycpálek                             | tschechischer Fußballspieler und Fußballtrainer                                                  | 80    |       |
| 5. Mai  | Louis C. Wyman                               | US-amerikanischer Politiker                                                                      | 85    |       |
| 6. Mai  | Murray Adaskin                               | kanadischer Komponist und Dirigent                                                               | 96    |       |
| 6. Mai  | Otis Blackwell                               | US-amerikanischer Komponist                                                                      | 71    |       |
| 6. Mai  | Samuel Dresden                               | niederländischer Romanist und Literaturwissenschaftler                                           | 87    |       |
| 6. Mai  | Harry George Drickamer                       | US-amerikanischer Chemiker                                                                       | 83    |       |
| 6. Mai  | Pierre Durand                                | französischer Kämpfer in der Résistance                                                          | 78    |       |
| 6. Mai  | Pim Fortuyn                                  | niederländischer Soziologe, Politiker (LPF) und Publizist                                        | 54    |       |
| 6. Mai  | Bjørn Johansen                               | norwegischer Saxophonist (Tenor-, Sopran-, Bariton- und Altsaxophon) und Flötist des Modern Jazz | 61    |       |
| 6. Mai  | Robert Kanigher                              | US-amerikanischer Comicautor                                                                     | 86    |       |
| 6. Mai  | Armin Pramstaller                            | österreichischer bildschaffender Künstler                                                        | 63    |       |
| 6. Mai  | Carlo Rebella                                | italienischer Radrennfahrer                                                                      | 81    |       |
| 6. Mai  | Manfred Ritter                               | österreichischer Psychologe                                                                      | 62    |       |
| 7. Mai  | Ewart Jones                                  | britischer Chemiker                                                                              | 91    |       |
| 7. Mai  | Joe Luga                                     | deutscher Chansonsänger und Kabarettist                                                          | 82    |       |
| 7. Mai  | Josef Meinertzhagen                          | deutscher Schauspieler, Regisseur und Hörspielsprecher                                           | 85    |       |
| 7. Mai  | Masakatsu Miyamoto                           | japanischer Fußballspieler                                                                       | 63    |       |
| 7. Mai  | Xavier Montsalvatge                          | spanischer Komponist                                                                             | 90    |       |
| 7. Mai  | Horst Waffenschmidt                          | deutscher Politiker (CDU), MdL, MdB                                                              | 68    |       |
| 8. Mai  | Sylvester Barrett                            | irischer Politiker, MdEP                                                                         | 75    |       |
| 8. Mai  | Adolfo Luís Bossi                            | italienischer Ordensgeistlicher, katholischer Missionsbischof                                    | 93    |       |
| 8. Mai  | Basil Chubb                                  | irischer Politikwissenschaftler und Hochschullehrer                                              | 80    |       |
| 8. Mai  | Kebba W. Foon                                | gambischer Politiker                                                                             |       |       |
| 8. Mai  | Tilly Lauenstein                             | deutsche Bühnen- und Filmschauspielerin sowie Synchronsprecherin                                 | 85    |       |
| 8. Mai  | Lou Lombardo                                 | US-amerikanischer Filmeditor                                                                     | 70    |       |
| 8. Mai  | Boyce McDaniel                               | US-amerikanischer Physiker                                                                       | 84    |       |
| 8. Mai  | Tiago Postma                                 | niederländischer Geistlicher, römisch-katholischer Bischof von Garanhuns                         | 69    |       |
| 9. Mai  | Wilhelm Meyer                                | deutscher Politiker (CDU), MdL                                                                   | 73    |       |
| 9. Mai  | Borislaw Scharaliew                          | bulgarischer Filmregisseur                                                                       | 79    |       |
| 9. Mai  | Leon Stein                                   | US-amerikanischer Komponist                                                                      | 91    |       |
| 10. Mai | Philip Edward Archer                         | ghanaischer Chief Justice (1991–1995)                                                            | 77    |       |
| 10. Mai | Austen Kark                                  | britischer Journalist, Geschäftsführer des BBC World Service                                     | 75    |       |
| 10. Mai | Gabriele Mucchi                              | italienischer Maler, Grafiker und Architekt                                                      | 102   |       |
| 10. Mai | David Riesman                                | US-amerikanischer Soziologe und Erziehungswissenschaftler                                        | 92    |       |
| 10. Mai | Bogna Sokorska                               | polnische Opernsängerin (Koloratursopran)                                                        | 75    |       |
| 10. Mai | Osório Willibaldo Stoffel                    | brasilianischer Ordensgeistlicher, katholischer Bischof von Rondonópolis                         | 80    |       |
| 11. Mai | Joseph Bonanno                               | US-amerikanischer Mobster, Boss der Bonanno-Familie                                              | 97    |       |
| 11. Mai | Käthe Kirschmann                             | deutsches SPD-Mitglied                                                                           | 87    |       |
| 11. Mai | Hermann Koch                                 | deutscher Funktionär der Arbeiterwohlfahrt                                                       | 82    |       |
| 11. Mai | Bill Peet                                    | US-amerikanischer Zeichner und Geschichtenschreiber                                              | 87    |       |
| 11. Mai | Abida Sultaan                                | indische Prinzessin, Erbin des Fürstenstaates Bhopal                                             | 88    |       |
| 12. Mai | Matthäus Fellinger                           | österreichischer Maler, Keramiker und Zeichner                                                   | 77    |       |
| 12. Mai | Margaret McArthur                            | australische Ernährungswissenschaftlerin und Anthropologin                                       | 82    |       |
| 12. Mai | Alfred Vogt                                  | deutscher Segelflugzeugkonstrukteur                                                              | 84    |       |
| 13. Mai | Clinton Adams                                | US-amerikanischer Lithograph, Maler und Kunsthistoriker                                          | 83    |       |
| 13. Mai | Henri Delporte                               | französischer Prähistoriker                                                                      | 82    |       |
| 13. Mai | Hans Deutsch                                 | österreichischer Rechtsanwalt                                                                    | 96    |       |
| 13. Mai | Willy Hinck                                  | deutscher Maler und Fotograf                                                                     | 87    |       |
| 13. Mai | Eberhard Katz                                | deutscher Opernsänger                                                                            | 73    |       |
| 13. Mai | Walerij Lobanowskyj                          | sowjetischer und ukrainischer Fußballspieler und -trainer                                        | 63    |       |
| 13. Mai | Morihiro Saitō                               | japanischer Aikido-Lehrer                                                                        | 74    |       |
| 14. Mai | Eva Brumby                                   | deutsche Schauspielerin                                                                          | 79    |       |
| 14. Mai | Max Glatt                                    | britischer Psychiater und Suchtexperte deutscher Herkunft                                        | 90    |       |
| 14. Mai | Rainer Kriester                              | deutscher Maler und Bildhauer                                                                    | 66    |       |
| 14. Mai | Andreas Lembke                               | deutscher Mikrobiologe und Hochschullehrer                                                       | 91    |       |
| 14. Mai | José Lutzenberger                            | deutsch-brasilianischer Umweltaktivist                                                           | 75    |       |
| 14. Mai | Gordon J. F. MacDonald                       | US-amerikanischer Geophysiker                                                                    | 72    |       |
| 14. Mai | Laurence Sinclair                            | britischer Offizier der Luftstreitkräfte des Vereinigten Königreichs                             | 93    |       |
| 14. Mai | Ray Stricklyn                                | US-amerikanischer Schauspieler                                                                   | 73    |       |
| 14. Mai | Alejandro Ulloa junior                       | spanischer Kameramann                                                                            | 75    |       |
| 15. Mai | Guglielmo Garroni                            | italienischer Kameramann und Filmregisseur                                                       | 78    |       |
| 15. Mai | Berthold Handwerker                          | deutscher SED-Funktionär und Botschafter                                                         | 81    |       |
| 15. Mai | Darwood Kaye                                 | US-amerikanischer Kinderdarsteller                                                               | 72    |       |
| 15. Mai | Tatjana Okunewskaja                          | sowjetische bzw. russische Schauspielerin                                                        | 88    |       |
| 16. Mai | Dave Berg                                    | US-amerikanischer Comiczeichner                                                                  | 81    |       |
| 16. Mai | Ida Boros                                    | ungarische Sängerin und Schauspielerin                                                           | 73    |       |
| 16. Mai | Big Dick Dudley                              | US-amerikanischer Wrestler                                                                       | 34    |       |
| 16. Mai | Ernesto Gallina                              | italienischer Geistlicher, römisch-katholischer Erzbischof und Diplomat des Heiligen Stuhls      | 78    |       |
| 16. Mai | Heinz Huth                                   | deutscher Offizier (NVA) und Generalmajor der VP                                                 | 84    |       |
| 16. Mai | Ferdinand Kruse                              | deutscher Politiker (CDU), MdL                                                                   | 80    |       |
| 16. Mai | Salcia Landmann                              | Schweizer Schriftstellerin                                                                       | 90    |       |
| 16. Mai | Luis Lintner                                 | italienischer (Südtirol) Missionar in Brasilien                                                  | 61    |       |
| 16. Mai | Helmut Schellhardt                           | deutscher Filmschauspieler und Synchronsprecher                                                  | 73    |       |
| 16. Mai | Gavril Serfőző                               | rumänischer Fußballspieler                                                                       | 75    |       |
| 16. Mai | Armin Tschoepe                               | deutscher Soziologe und Sozialpolitiker (SPD)                                                    | 63    |       |
| 17. Mai | Edwin Alonzo Boyd                            | kanadischer Bankräuber                                                                           | 88    |       |
| 17. Mai | James Chichester-Clark                       | fünfter nordirischer Premierminister                                                             | 79    |       |
| 17. Mai | László Kubala                                | ungarischer, tschechoslowakischer und spanischer Fußballspieler                                  | 74    |       |
| 17. Mai | Kurt Mühlethaler                             | Schweizer Zellbiologe                                                                            | 82    |       |
| 17. Mai | Mahzuni Şerif                                | türkischer Dichter, Sänger, Komponist und Musiker auf der Saz                                    |       |       |
| 17. Mai | Sharon Sheeley                               | US-amerikanische Songschreiberin                                                                 | 62    |       |
| 17. Mai | Lazar Sidelsky                               | südafrikanischer Rechtsanwalt                                                                    | 90    |       |
| 17. Mai | Robert Stämpfli                              | Schweizer Physiologie und Membranforscher                                                        | 87    |       |
| 17. Mai | Paul Swiridoff                               | deutscher Fotograf                                                                               | 88    |       |
| 17. Mai | Little Johnny Taylor                         | US-amerikanischer Blues- und Soul-Sänger                                                         | 59    |       |
| 18. Mai | Emmy Dörfel                                  | deutsche Krankenschwester und Holocaust-Überlebende                                              |       |       |
| 18. Mai | Heinz-Jürgen Prangenberg                     | deutscher Politiker (CDU), MdB                                                                   | 58    |       |
| 18. Mai | Wolfgang Schneiderhan                        | österreichischer Violinist und Konzertmeister                                                    | 86    |       |
| 18. Mai | Davey Boy Smith                              | britischer Wrestler                                                                              | 39    |       |
| 19. Mai | Erich Berschkeit                             | deutscher Politiker (SPD), Bürgermeister und MdB                                                 | 75    |       |
| 19. Mai | John Gorton                                  | australischer Politiker, Premierminister von Australien                                          | 90    |       |
| 19. Mai | Bin Kaneda                                   | japanischer Komponist und Professor                                                              | 66    |       |
| 19. Mai | Werner S. Landecker                          | deutscher Soziologe                                                                              | 91    |       |
| 19. Mai | Walter Lord                                  | US-amerikanischer Sachbuchautor                                                                  | 84    |       |
| 19. Mai | Otar Lortkipanidse                           | georgischer Archäologe                                                                           | 71    |       |
| 19. Mai | Hans Posegga                                 | deutscher Komponist, Pianist und Dirigent                                                        | 85    |       |
| 19. Mai | Bryant Tuckerman                             | US-amerikanischer Mathematiker und Kryptologe                                                    | 86    |       |
| 20. Mai | Hannah Bjarnhof                              | dänische Schauspielerin                                                                          | 73    |       |
| 20. Mai | Jorge Argentino Fernández                    | argentinischer Bandoneonist, Bandleader und Tangokomponist                                       | 86    |       |
| 20. Mai | Stephen Jay Gould                            | US-amerikanischer Paläontologe, Geologe und Evolutionsbiologe                                    | 60    |       |
| 20. Mai | Dávid Mária Kiss                             | ungarische Künstlerin                                                                            | 72    |       |
| 20. Mai | Sándor Kónya                                 | ungarischer Opernsänger (Tenor) und Hochschullehrer                                              | 78    |       |
| 20. Mai | Edeltraud Kuchtner                           | deutsche Politikerin (CSU), MdB                                                                  | 94    |       |
| 20. Mai | Johannes Nedbal                              | römisch-katholischer Theologe, Apostolischer Protonotar und Domkurat                             | 68    |       |
| 20. Mai | Yves Robert                                  | französischer Schauspieler, Regisseur, Drehbuchautor und Filmproduzent                           | 81    |       |
| 21. Mai | Joe Cobb                                     | US-amerikanischer Schauspieler                                                                   | 85    |       |
| 21. Mai | Adolf Heizmann                               | Schweizer Lehrer und Schriftsteller                                                              | 90    |       |
| 21. Mai | Otto Friedrich Raum                          | deutscher Ethnologe                                                                              | 99    |       |
| 21. Mai | Niki de Saint Phalle                         | schweizerisch-französische Malerin und Bildhauerin                                               | 71    |       |
| 21. Mai | Johannes Stauske                             | deutscher Politiker (CDU), MdL                                                                   | 65    |       |
| 22. Mai | Zvi Asaria                                   | jugoslawisch-israelischer Rabbiner und Autor                                                     | 88    |       |
| 22. Mai | Martin Blackley                              | britischer Biathlet                                                                              | 26    |       |
| 22. Mai | Hans van der Grinten                         | deutscher Schriftsteller, Kunstsammler und Künstler                                              | 73    |       |
| 22. Mai | Fritz Hippler                                | nationalsozialistischer deutscher Filmpolitiker                                                  | 92    |       |
| 22. Mai | Hermann Kahlenbach                           | deutscher Komponist                                                                              | 72    |       |
| 22. Mai | Ruth Williams Khama                          | botswanische First Lady                                                                          | 78    |       |
| 22. Mai | Alexandru Todea                              | rumänischer Kardinal der römisch-katholischen Kirche und Erzbischof von Făgăraș                  | 89    |       |
| 22. Mai | Joachim Wichmann                             | deutscher Schauspieler, Autor und Synchronsprecher sowie Hörbuchleser                            | 84    |       |
| 23. Mai | Umberto Bindi                                | italienischer Liedermacher                                                                       | 70    |       |
| 23. Mai | Pierre de Boisdeffre                         | französischer Staatsbeamter, Diplomat, Romanist und Literaturkritiker                            | 75    |       |
| 23. Mai | Roy Field                                    | britischer Special-Effects-Künstler                                                              | 69    |       |
| 23. Mai | Vladimír Karbusický                          | tschechischer Musikwissenschaftler                                                               | 77    |       |
| 23. Mai | Gerhard Konopa                               | deutscher Kunstmaler und Farbdesigner                                                            | 67    |       |
| 23. Mai | Friedrich Schächter                          | österreichischer Erfinder                                                                        | 78    |       |
| 23. Mai | Sam Snead                                    | US-amerikanischer Golfspieler                                                                    | 89    |       |
| 23. Mai | Dorothy Spencer                              | US-amerikanische Filmeditorin                                                                    | 93    |       |
| 23. Mai | Herbert Ulrich                               | tschechisch-österreichisch-deutscher Eishockeyspieler und -trainer                               | 80    |       |
| 24. Mai | Kurt-Reinhard Biermann                       | deutscher Mathematikhistoriker                                                                   | 82    |       |
| 24. Mai | Albert Binder                                | deutscher Fußballschiedsrichter                                                                  | 73    |       |
| 24. Mai | Alijda Brink                                 | niederländische Malerin, Bildhauerin und Aquarellistin                                           | 90    |       |
| 24. Mai | Susie Garrett                                | US-amerikanische Schauspielerin und Sängerin                                                     | 72    |       |
| 24. Mai | Johannes Overath                             | deutscher katholischer Theologe und Priester                                                     | 89    |       |
| 24. Mai | Xi Zhongxun                                  | chinesischer Politiker                                                                           | 88    |       |
| 25. Mai | Alessandro Baratta                           | italienisch-deutscher Rechtsphilosoph und Kriminologe                                            | 68    |       |
| 25. Mai | Ștefan Augustin Doinaș                       | rumänischer Schriftsteller, Übersetzer, Journalist und Politiker                                 | 80    |       |
| 25. Mai | Albert Felgenhauer                           | deutscher Fußballtorhüter                                                                        | 79    |       |
| 25. Mai | Bart de Graaff                               | niederländischer TV- und Rundfunkmoderator und Gründer der Rundfunkanstalt BNN                   | 35    |       |
| 25. Mai | Marie Hammer                                 | dänische Zoologin und Entomologin                                                                | 95    |       |
| 25. Mai | Zoran Janković                               | bosnischer Wasserballspieler                                                                     | 62    |       |
| 25. Mai | Michel Jobert                                | französischer Politiker                                                                          | 80    |       |
| 25. Mai | Rufino Lecca                                 | peruanischer Fußballspieler                                                                      | 81    |       |
| 25. Mai | Friedrich-Wilhelm Marquardt                  | evangelischer Theologe                                                                           | 73    |       |
| 25. Mai | Federica Spitzer                             | österreichische Überlebende des Holocaust, Schriftstellerin und Aktivistin                       | 91    |       |
| 25. Mai | Wilhelm Winkelmann                           | deutscher Archäologe                                                                             | 90    |       |
| 26. Mai | Torrey Maynard Johnson                       | US-amerikanischer evangelikaler Geistlicher                                                      | 93    |       |
| 26. Mai | Marion Joseph Levy junior                    | US-amerikanischer Soziologe                                                                      |       |       |
| 26. Mai | Nathan Mantel                                | US-amerikanischer Biometriker                                                                    | 83    |       |
| 26. Mai | Mamo Wolde                                   | äthiopischer Olympiasieger im Marathon                                                           | 69    |       |
| 27. Mai | João Amazonas                                | brasilianischer Politiker (PCdoB) und Guerillakämpfer                                            | 90    |       |
| 27. Mai | Essien Udosen Essien-Udom                    | nigerianischer Politikwissenschaftler, Soziologe und Historiker                                  | 73    |       |
| 27. Mai | Bob Grossman                                 | US-amerikanischer Autorennfahrer                                                                 | 79    |       |
| 27. Mai | Barbara Hamilton, 14. Baroness Dudley        | britische Peeress und Politikerin (Conservative Party)                                           | 95    |       |
| 27. Mai | Winnibald Joseph Menezes                     | indischer Geistlicher, Weihbischof in Bombay                                                     | 85    |       |
| 27. Mai | Robert Ozols                                 | lettischer Radrennfahrer                                                                         | 96    |       |
| 27. Mai | Witali Mefodjewitsch Solomin                 | russischer Schauspieler                                                                          | 60    |       |
| 27. Mai | Juan Felipe Yriart                           | uruguayischer Diplomat                                                                           |       |       |
| 28. Mai | Jean Berger                                  | US-amerikanischer Pianist, Komponist und Musikerzieher                                           | 92    |       |
| 28. Mai | Herbert Heinz                                | deutscher Schauspieler, Regisseur und Theaterleiter des „Fränkischen Theaters“                   | 79    |       |
| 28. Mai | Benno von Knobelsdorff-Brenkenhoff           | deutscher Offizier, zuletzt Oberstleutnant der Bundeswehr, Historiker und Autor                  | 86    |       |
| 28. Mai | Heinrich Oskar Kühner                        | Schweizer Pfarrer und Autor                                                                      | 89    |       |
| 28. Mai | Peter Lohmeyer                               | deutscher Kap Hoornier, Marineoffizier und Kapitän der Handelsmarine                             | 91    |       |
| 28. Mai | David Parker Ray                             | US-amerikanischer Serienmörder                                                                   | 62    |       |
| 28. Mai | Richard Thalmann                             | Schweizer katholischer Theologe und Priester                                                     | 86    |       |
| 28. Mai | Jürgen Werner                                | deutscher Fußballspieler                                                                         | 66    |       |
| 29. Mai | Fritz Dieter                                 | deutscher Architekt                                                                              | 70    |       |
| 29. Mai | Adolf Giele                                  | deutscher Handballspieler und -trainer                                                           | 72    |       |
| 29. Mai | Lois Gould                                   | US-amerikanische Schriftstellerin                                                                | 70    |       |
| 29. Mai | Peter von der Groeben                        | deutscher Offizier, zuletzt Generalmajor der Bundeswehr                                          | 98    |       |
| 29. Mai | Klaus Halter                                 | deutscher Dermatologe                                                                            | 93    |       |
| 29. Mai | Gunnar Jarring                               | schwedischer Diplomat und Turkologe                                                              | 94    |       |
| 29. Mai | Friedrich Kempf                              | deutscher römisch-katholischer Priester und Historiker                                           | 93    |       |
| 29. Mai | Gerhard Lampersberg                          | österreichischer Komponist und Autor                                                             | 73    |       |
| 29. Mai | Franz C. Lipp                                | österreichischer Volkskundler                                                                    | 88    |       |
| 29. Mai | Sándor Mátrai                                | ungarischer Fußballspieler                                                                       | 69    |       |
| 29. Mai | Dietrich Ranft                               | deutscher Verwaltungsjurist                                                                      | 80    |       |
| 30. Mai | Kees Boertien                                | niederländischer Wirtschaftsmanager und Politiker (ARP, CDA)                                     | 74    |       |
| 30. Mai | John B. Keane                                | irischer Schriftsteller und Dramatiker                                                           | 73    |       |
| 30. Mai | Walter Laird                                 | britischer Tänzer                                                                                | 81    |       |
| 30. Mai | Heiner Link                                  | deutscher Schriftsteller                                                                         | 42    |       |
| 30. Mai | Benno Schurr                                 | deutscher Hörspielregisseur und Autor                                                            | 82    |       |
| 31. Mai | Eric Boyland                                 | britischer Biochemiker                                                                           | 97    |       |
| 31. Mai | Jeremy Bray                                  | britischer Politiker                                                                             | 71    |       |
| 31. Mai | Eusebius John Crawford                       | nordirischer Ordensgeistlicher, katholischer Bischof                                             | 84    |       |
| Mai     | Lutgarde Lehalle                             | französische Trappistin und Äbtissin zweier Klöster                                              |       |       |